# Condition aux limites mêlée
En mathématiques, une condition aux limites mêlée ou mixte correspond à la juxtaposition de différentes conditions aux limites sur différentes parties du bord (ou frontière) du domaine dans lequel est posée une équation aux dérivées partielles ou une équation différentielle ordinaire.
Par exemple, si l'on considère les vibrations d'une corde élastique de longueur L se déplaçant à une vitesse c dont une extrémité (en 0) est fixe, et l'autre (en L) est attachée à un anneau oscillant librement le long d'une tige droite, on a alors une équation sur un intervalle [0,L].
L'équation de d'Alembert à trois dimensions associée est:
{\displaystyle {\frac {1}{c^{2}}}{\frac {\partial ^{2}u(x,t)}{\partial t^{2}}}=\Delta u(x,t)\qquad {\text{pour tout  }}t>0}
sous la condition mêlée suivante :
{\displaystyle u(0,t)=0\,}
{\displaystyle u'(L,t)=0.\,}
Bien sûr, il est possible de considérer de nombreuses conditions mêlées en découpant le bord du domaine en autant de parties que nécessaire, et d'y imposer les conditions aux limites souhaitées.